# Цвелёв, Николай Николаевич
Никола́й Никола́евич Цвелёв (31 января (по паспорту 3 февраля) 1925, Тамбов — 19 июля 2015, Санкт-Петербург) — российский ботаник, специалист в области систематики, флористики, морфологии и эволюции сосудистых растений, член-корреспондент Российской академии наук (2000).
Среди важнейших научных достижений — критическая переработка систематики семейства Злаки (Poaceae), исследование проблем происхождения этого таксона и его дальнейшей эволюции.

## Биография
Ботаникой увлекался ещё в школьные годы. В окрестностях Тамбова собрал гербарий местной флоры.
Участник Великой Отечественной войны. Закончил Артиллерийско-техническое училище в Тамбове в 1944 году, командир отделения технического обеспечения самоходных установок, принимал участие в боях на 1-м Белорусском фронте, освобождении Польши, штурме Берлина. Год после окончания войны провёл в составе Группы советских оккупационных войск в Германии.
В 1951 году окончил биологический факультет Харьковского государственного университета. В 1951—1954 годах — аспирант Ботанического института имени В. Л. Комарова АН СССР, защитил кандидатскую диссертацию «Монография рода бескильница (Puccinellia)».
Доктор биологических наук (1975, диссертация «Злаки (Роасеае) СССР»), в 1986—1991 годах — заведующий Гербарием Ботанического института имени В. Л. Комарова, с 1992 года — главный научный сотрудник.
С 1957 года член Всесоюзного ботанического общества, а с 1967 года — член Московского общества испытателей природы.
Член-корреспондент Российской академии наук с 26 мая 2000 года по Отделению биологических наук. Иностранный член Лондонского Линнеевского общества (1999), иностранный член Болгарского ботанического общества (1993), член-корреспондент Баварского ботанического общества (2000).
Автор монографии «Злаки СССР». Был одним из лучших знатоков флоры Северо-Запада России. Автор «Определителя сосудистых растений Северо-Западной России».
Скончался 19 июля 2015 года после тяжёлой непродолжительной болезни. Похоронен на Южном кладбище Санкт-Петербурга.

## Награды, премии, почётные звания
- Премия имени В. Л. Комарова Академии наук СССР — за работу над капитальной сводкой «Злаки СССР» (1978)[6].
- Государственная премия СССР — за участие в подготовке многотомного издания «Арктическая флора СССР» в составе авторского коллектива (1989).
- Заслуженный деятель науки Российской Федерации (1996)[7].

## Научные труды
- Цвелёв Н. Н. О роде Colpodium Trin // Новости систематики высших растений. — 1964. — Т. I. — С. 5—19.
- Цвелёв Н. Н., Болховских З. В. О роде цингерия (Zingeria P. Smirn.) и близких ему родах семейства злаков (Gramineae) (карио-систематическое исследование) // Ботанический журнал. — 1965. — Т. L. № 9. — С. 1317—1320.
- Цвелёв Н. Н. Заметки о злаках флоры СССР, 4 // Новости систематики высших растений. — М.—Л., 1966. — С. 15—33.
- Цвелёв Н. Н. О происхождении арктических злаков (Poaceae) // Ботанический журнал. 1967. Т. 54. № 3. С. 361—373.
- Цвелёв Н. Н. Система злаков (Poaceae) флоры СССР // Ботанический журнал. 1968. Т. 53. № 3. С. 301—312.
- Цвелёв Н. Н. Некоторые вопросы эволюции злаков (Poaceae) // Ботанический журнал. 1969. Т. 54. № 3. С. 361.
- Цвелёв Н. Н. Заметки о злаках флоры СССР, 6 // Новости систематики высших растений. 1971. Т. 8. С. 57—83.
- Цвелёв Н. Н. О значении гибридизационных процессов в эволюции злаков (Poaceae). История флоры и растительности Евразии. Л. 1972. С. 5—16.
- Цвелёв Н. Н. Poa × schischkinii Tzvelev // Новости систематики высших растений. 1974. Т. 11. С. 32. pro sp.
- Цвелёв Н. Н., Жукова П. Г. О наименьшем основном числе хромосом (х) в семействе злаков (Poaceae) // Ботанический журнал. 1974. Т. 59. С. 2.
- Цвелёв Н. Н. О возможности деспециализации путём гибридогенеза на примере эволюции трибы Triticeae семейства злаков (Poaceae) // Журн. общ. биологии. 1975. Т. 36. № 1. С. 90—99.
- Цвелёв Н. Н. О происхождении и основных направлениях эволюции злаков (Poaceae) // Проблемы эволюции. Новосибирск, 4. 1975. С. 107—117.
- Цвелёв Н. Н. Злаки СССР — Л.: Наука, 1976. — 788 с.
- Цвелёв Н. Н. О происхождении арктических злаков (Poaceae) // Ботанический журнал. 1976. Т. 61. № 10. С. 1354—1363.
- Цвелёв Н. Н. Порядок злаки (Poales) // Жизнь растений: в 6-ти т. / Под ред. А. Л. Тахтаджяна. — М.: Просвещение, 1982. — Т. 6. Цветковые растения. — С. 341—378. Архивировано 23 апреля 2008 года.
- Цвелёв Н. Н. Система злаков (Poaceae) и их эволюция : Доложено на тридцать седьмом ежегод. Комаров. чтении 11 февраля 1985 г. / Отв. ред. акад. А. Л. Тахтаджян. — Л.: Наука, Ленингр. отд-ние, 1987. — 75 с. — (Комаровские чтения, XXXVII).
- Цвелёв Н. Н. Флора Хопёрского государственного заповедника / Отв. ред. С. К. Черепанов; Ботан. ин-т им. В. Л. Комарова АН СССР. — Л.: Наука, Ленингр. отд-ние, 1988. — 192 с. — ISBN 5-02-026531-4.
- Цвелёв Н. Н. О геномном критерии родов у высших растений // Ботанический журнал. 1991. Т. 76. № 5. С. 669—675.
- Цвелёв Н. Н. Определитель сосудистых растений Северо-Западной России: (Ленинградская, Псковская и Новгородская области) / Ботан. ин-т им. В. Л. Комарова РАН. — СПб.: Изд-во С.-Петерб. гос. хим.-фармацевт. акад., 2000. — 784 с. — 1500 экз. — ISBN 5-8085-0077-X.
- Цвелёв Н. Н. Проблемы теоретической морфологии и эволюции высших растений: Сборник избранных трудов / Под ред. Д. В. Гельтмана. — М.; СПб.: Товарищество научных изданий КМК, 2005. — 407 с. — 800 экз. — ISBN 5-87317-205-6.
- Егорова Т. В., Цвелёв Н. Н. Систематика растений : Учеб. пособие для студентов специальности 31.12. СПб.: С.-Петерб. лесотехн. акад., 1996.
- Tzvelev, N. N. 1973: Conspectus specierum tribus Triticeae Dum. familiae Poaceae in Flora URSS. // Novosti sistematiki vysshikh rastenij, 10: 19—59.
- Tzvelev N. N. 1983 Grasses of the Soviet Union. Amerind, New Delhi, India
- Tzvelev N. N. 1989 The system of grasses (Poaceae) and their evolution. // Botanical Review, 55: 141—204
- Flora of Russia, Volume 8 Series: FLORA OF RUSSIA 8 The European Part and Bordering Regions by N Tzvelev (ed.) ISBN 90-5410-758-8, Flora Evropeiskoi Chasti SSR. 684 pages

Все публикации Н. Н. Цвелёва с количеством цитирований в мировой научной литературе приведены на его личной страничке в GoogleScholar.

## Названы в честь Цвелёва[8]

### Родырастений
- Tzvelevia E.B.Alexeev — Цвелевия
- Tzvelevopyrethrum Kamelin — Цвелевопиретрум

### Внутриродовыетаксоны
- Poa sect. Tzvelevia (E.B.Alexeev) Soreng & L.J.Gillespie
- Paracolpodium sect. Tzvelevia E.B.Alexeev

### Видыивнутривидовые таксоны
- Aconogonon tzvelevii V.Yu.Barkalov & Vyschin
- Arthraxon inermis var. tzvelevii Hook.f.
- Calamagrostis tzvelevii Husseinov
- Chamomilla tzvelevii (Pobed.) Rauschert
- Deschampsia tzvelevii Prob.
- Echinochloa tzvelevii Mosyakin ex Mavrodiev & H.Scholz
- Elymus tzvelevii Kotukhov
- Festuca tzveleviana Lazkov
- Festuca tzvelevii E.B.Alexeev
- Heliotropium tzvelevii T.N.Popova
- Koeleria tzvelevii N.V.Vlassova
- Matricaria tzvelevii Pobed.
- Milium vernale subsp. tzvelevii Prob.
- Paracolpodium tzvelevii Gabrieljan
- Phelipanche tzvelevii Teryokhin
- Phleum tzvelevii O.N.Dubovik
- Poa tzvelevii Prob.
- Stipa tzveleviana Kotukhov
- Stipa tzvelevii Ikonn.
- Taraxacum tzvelevii Schischk.
- Tripleurospermum tzvelevii Pobed.
- Typha tzvelevii Mavrodiev — Рогоз Цвелёва
- Viola × tzvelevii Vl.V.Nikitin